# Eugenia koepperi
Eugenia koepperi är en myrtenväxtart som beskrevs av Paul Carpenter Standley. Eugenia koepperi ingår i släktet Eugenia och familjen myrtenväxter. Inga underarter finns listade i Catalogue of Life.